# Scoparia autumna
Scoparia autumna là một loài bướm đêm trong họ Crambidae.